# شاترمة (أسوان)
قرية شاترمة هي إحدى القرى التابعة لمركز أسوان في محافظة أسوان في جمهورية مصر العربية.